# 자동차공학

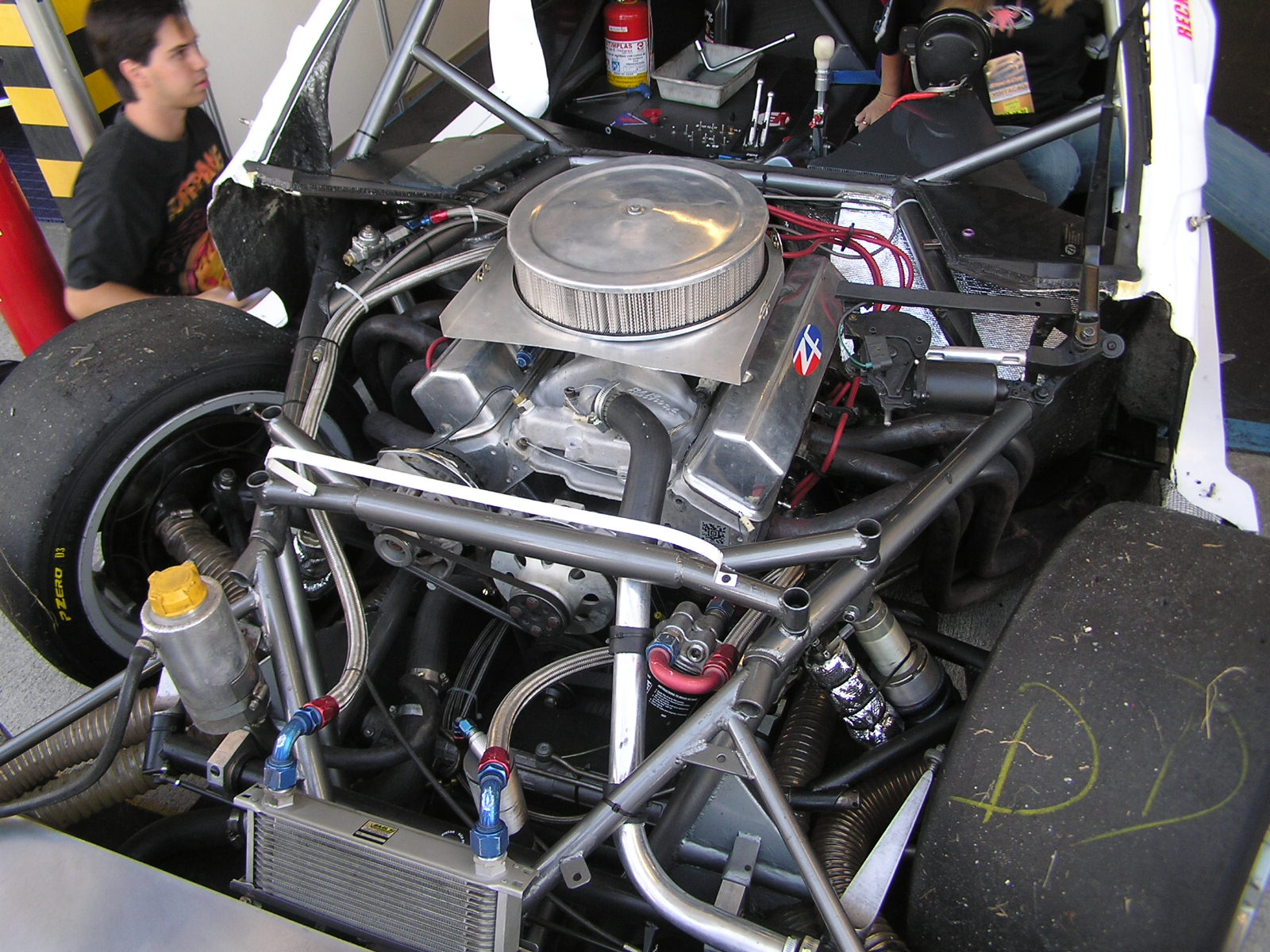

자동차공학(自動車工學, 영어: automotive engineering)은 기계공학의 한 분야로 자동차를 구성하는 각 부분의 공학적 학문을 다루는 분야이다. 자동차의 설계, 조립, 시뮬레이션, 자동차 시스템과 개별 부품의 동작 등에 대해 포괄적인 연구가 동시에 이루어지는 학문이다. 자동차공학은 세부적으로 동력원인 엔진에 해당하는 연소, 윤활, 냉각, 연료 및 흡/배기 시스템에 대한 공학적 학문과 자동차를 구동하는 동력전달 계통, 제동, 현가 및 조향 시스템에 해당하는 새시 파트의 공학적인 학문으로 분류할 수 있다. 또한 편의장치를 비롯한 전기/전자 시스템을 연구하며, 차체와 관련한 안전성, 경량화, 공력성능 및 재료에 대해 공학적으로 접근하는 학문이다. 전기자동차의 핵심인 모터나 배터리 셀, 전자 시스템도 연구한다.